# Матусевич, Владимир Михайлович
Владимир Михайлович Матусевич (22 января 1935, Томск, РСФСР — 28 января 2017, Тюмень, Российская Федерация) — советский и российский ученый в области горного дела и геологии, ректор Ухтинского индустриального института (1975—1980), заведующий кафедрой гидрогеологических и инженерно-геологических изысканий Тюменского государственного нефтегазового университета. Заслуженный деятель науки и техники РСФСР.

## Биография
Окончил Томский политехнический институт по специальности «горный инженер-гидрогеолог», аспирантуру, работал там же инженером кафедры гидрогеологии и инженерной геологии.
В 1965—1971 гг. — старший научный сотрудник и руководитель лабораторией ЗапСибНИГНИ (Тюмень). В 1971—1975 гг. — доцент Тюменского индустриального института (ТюмИИ). В 1975—1980 гг. — ректор Ухтинского индустриального института.
В 1980 г. вернулся в ТюмИИ на должность заведующего кафедрой гидрогеологии и инженерной геологии, на протяжении 16 лет избирался деканом геологоразведочного факультета.
Сфера научных интересов: определение перспективности нефтедобычи по составу примесей в подземных водах.
Доктор геолого-минералогических наук (1972), профессор (1973). Автор и соавтор 260 научных работ, в том числе 15 монографий, 2 учебника, 11 учебных пособий. 

## Награды
Заслуженный деятель науки и техники РСФСР. Награжден бронзовой медалью ВДНХ СССР (1987).